# 도야마 공원

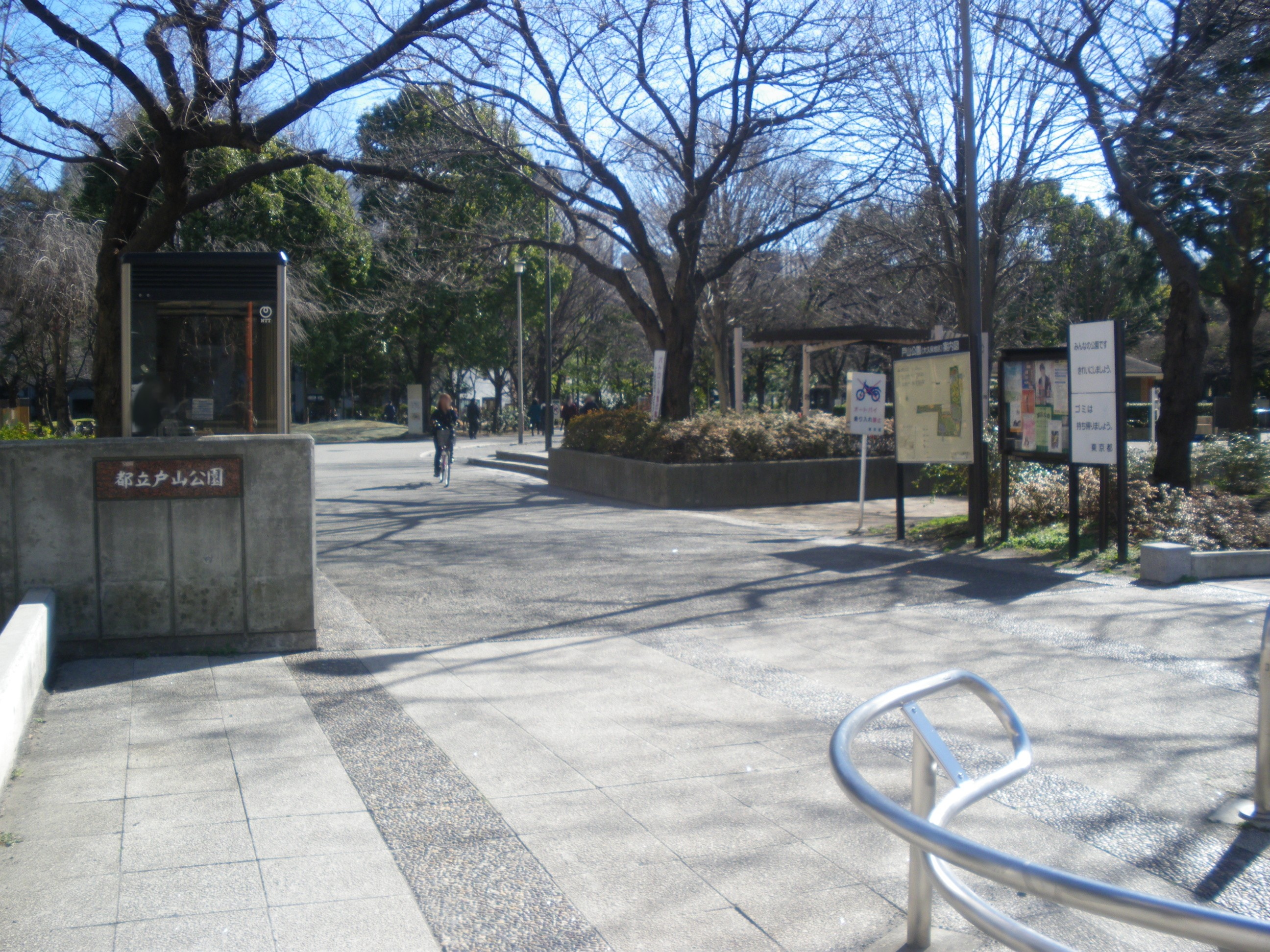
도야마 공원 (오쿠보 지구) 서쪽 입구

도야마 공원(일본어: 戸山公園 도야마코엔[*])는 일본 도쿄도 신주쿠구에 위치한 공원이다. 메이지도리를 사이에두고, 오쿠보 지구(서쪽)와 하코네 산 지구(동쪽)으로 나뉘어 있다.